# Roger (évêque de Reggio de Calabre)
Pour les articles homonymes, voir Roger.
Roger (en latin Rogerius, en italien Ruggero) est un prélat du royaume de Sicile, archevêque de Reggio en Calabre.

## Biographie
En 1146, sous le règne du roi Roger II de Sicile, il est élu archevêque de Reggio. Selon le chroniqueur Hugues Falcand, Roger était un « grand vieillard maigre et courbé, aux traits accentués, à la figure d'ascète, dont l'avarice était célèbre ; par économie il vivait chez lui en anachorète ; toujours triste quand il mangeait à ses frais, sa gaieté ne revenait que quand il était invité à un repas, car alors il pouvait manger à sa faim sans dommage pour sa bourse ».
Il reçoit du pape Alexandre III le pallium et l'autorisation de consacrer des évêques tant grecs que latins (bulle d'Alexandre III, 1165).
Roger figure en 1165 parmi les souscripteurs du testament du roi Guillaume Ier de Sicile. Lors de la minorité du roi Guillaume II (1166-1171), Roger, qui résidait souvent à la cour de Palerme, appartenait au parti du haut clergé.

### Sources primaires
- Hugues Falcand, Histoire des Tyrans de Sicile (1154-1169).

### Sources secondaires
- Ferdinand Chalandon, Histoire de la domination normande en Italie et en Sicile, t. II, Paris, 1907.